# Thunersee

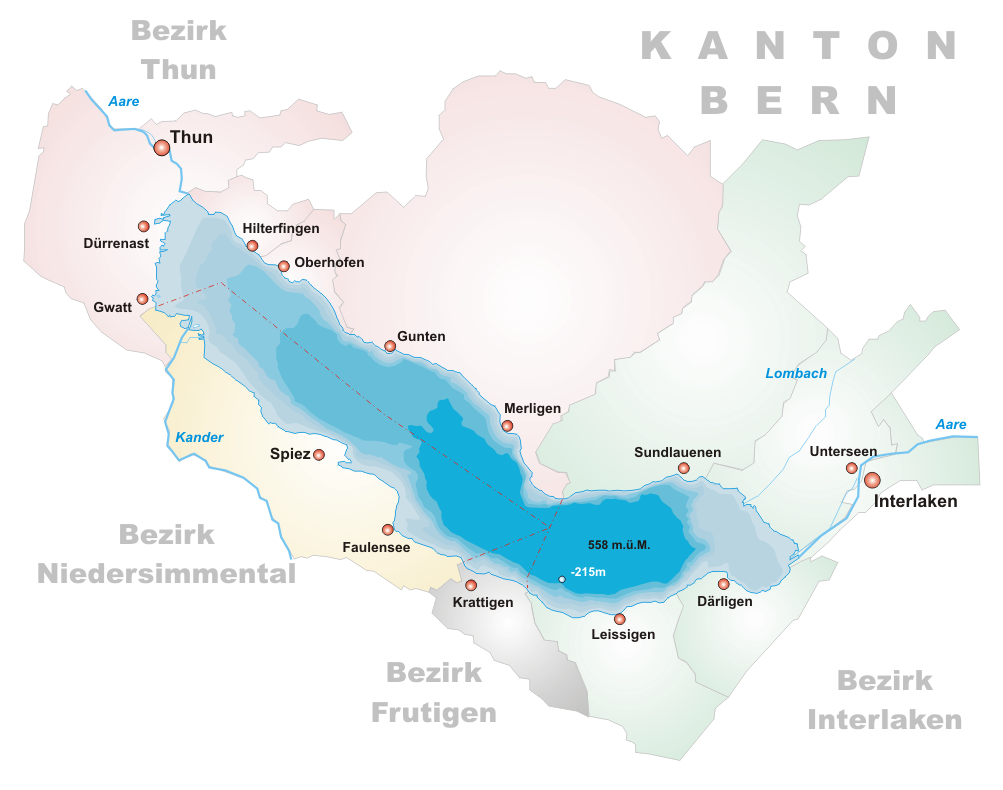
Thunersee

Der Thunersee ist ein Fjordsee im Berner Oberland am nördlichen Alpenrand. Der See ist 17,5 km lang und max. 3,5 km breit. Seine Fläche beträgt 47,85 km²; damit ist er der grösste nur in einem Kanton liegende See der Schweiz. Die maximale Tiefe beträgt 217 m.

## Geschichte und Geographie
Nach der letzten Eiszeit bildete sich dort, wo heute zwei Seen liegen, der so genannte Wendelsee. Durch Ablagerungen von Geschiebe der verschiedenen Bergbäche (vor allem durch den Lombach und die Lütschine) entstand ungefähr in der Mitte des Sees eine Ebene, das Bödeli. Diese Schwemmebene, auf der heute die Gemeinden Interlaken, Matten und Unterseen liegen, teilte den See in den Thuner- und den Brienzersee. Seit der frühen Bronzezeit befanden sich im nördlichen Becken des Thunersees Pfahlbauersiedlungen, die sich über ein Areal von mindestens 15'000 m² verteilten.
Der Inhalt des Thunersees beträgt rund 6,5 km³. An der den See durchfliessenden Aare, die an seiner Nordspitze den Thunersee verlässt, liegt die namengebende Stadt Thun.
Bei Normalwasserstand liegt der Seespiegel auf 557,8 m ü. M. Der Thunersee hat ein Einzugsgebiet von 2500 km². Bei längeren, starken Niederschlägen trat der See über die Ufer, da die Abflusskapazität der Aare beschränkt war. Seit 2009 ist ein Hochwasserentlastungsstollen in Betrieb, der eine zusätzliche Abflusskapazität von 100 m³/s aufweist.
Die vorausschauende Regulierung des Abflusses aus dem Thunersee und die Staufunktion des Thunersees ersparen der tiefergelegenen Stadt Bern einige Überschwemmungen.
Der maximale Abfluss ohne Stollen beträgt 345 m³ pro Sekunde, der mittlere Abfluss liegt bei 110 m³/s. Sein Hauptzufluss, die Aare, wird im Südosten vom 6 Meter höhergelegenen Brienzersee gespeist.
Wie in anderen Schweizer Seen wurde auch im Thunersee zwischen 1945 und 1964 Munition versenkt, Schätzungen gehen von 4500 Tonnen aus. Das ist eine der grössten Mengen in Schweizer Seen.
Die Fischart Kropfer ist eine von sieben im Thuner- und Brienzersee endemisch vorkommenden Felchenarten. Albock und Brienzlig gehören ebenfalls dazu, vier der Arten aus den zwei Seen wurden vor den 2010er-Jahren noch nicht wissenschaftlich beschrieben, zwei in diesen Jahren als eigenständige Arten erkannt.

## Zuflüsse
- Zuflüsse des Thunersees

## Wirtschaft und Tourismus
Von der Fischerei im Thunersee leben mehrere Berufsfischer. Im Jahr 2001 betrug ihr Gesamtertrag 53'048 Kilogramm. In Faulensee betreibt die Fischereiaufsicht des Kantons eine Fischaufzuchtanlage. Mit dem Einsetzen von Fischen wird Artenförderung betrieben, und es werden menschliche Eingriffe kompensiert. Hingegen besteht die Gefahr, dass die Felchenarten nicht auseinandergehalten werden und beim Besatz Kreuzungen entstehen.
1835 betrieben Johannes Knechtenhofer und seine Brüder das erste Dampfschiff, die Bellevue, auf dem See. Heute betreibt die BLS Schifffahrt eine Flotte von zehn Schiffen, darunter den historischen Schaufelraddampfer Blümlisalp sowie von 2001 bis 2003 das weit über die Region hinaus bekannte Drachenschiff (umgebautes Motorschiff Stadt Thun).
An den Ufern des Thunersees wird in den Gemeinden Thun, Spiez, Oberhofen und Hilterfingen Weinbau betrieben. Weisse Sorten sind Müller-Thurgau und Chardonnay, rote Sorten sind Garanoir und Pinot Noir. Das Rebbaugebiet Thunersee besitzt seit dem 1. Januar 2008 den gesetzlichen Status einer AOC.
Seit 2011 wird rund um den Thunersee ein 56 Kilometer langer Panorama-Wanderweg angelegt, mit mehreren grossen Hängebrücken.

### Schiffländten
Orte mit Schiffländte der Personenschifffahrt, von Westen nach Osten, sowie an der angrenzenden Aare:
| Name                      | Abk. | Lage                                                           | ⊙                                          | Bild | Anmerkungen |
| ------------------------- | ---- | -------------------------------------------------------------- | ------------------------------------------ | ---- | ----------- |
| Thun (See)                | THTS | Thun, Aarekanal beim Bahnhof Thun                              | !507.6313905546.7541945 46.754194 7.63139  | 2012 |             |
| Gwatt Deltapark (See)     | GWTS | Gwatt (Thun)                                                   | !507.6358795546.7205775 46.720577 7.635879 | BW   |             |
| Schadau                   | SCAU | Thun                                                           | !507.6377075546.7469335 46.746933 7.637707 | BW   |             |
| Hünibach (See)            | HUTS | Hünibach, Gemeinde Hilterfingen                                | !507.6427645546.7436385 46.743638 7.642764 | 2023 |             |
| Einigen (See)             | EITS | Einigen                                                        | !507.6472385546.7098855 46.709885 7.647238 | 2015 |             |
| Hilterfingen (See)        | HILS | Hilterfingen                                                   | !507.6575455546.7351205 46.73512 7.657545  | 2018 |             |
| Oberhofen am Thunersee    | OHDS | Oberhofen am Thunersee                                         | !507.6675405546.7304755 46.730475 7.66754  | 2018 |             |
| Längenschachen (See)      | LATS | Längenschachen, Oberhofen am Thunersee                         | !507.6794855546.7254825 46.725482 7.679485 | BW   |             |
| Spiez Schiffstation       | SPSS | Spiez                                                          | !507.6899225546.6885595 46.688559 7.689922 | 2018 |             |
| Gunten (See)              | GUSS | Gunten                                                         | !507.7003035546.7125915 46.712591 7.700303 | 1952 |             |
| Faulensee (See)           | FSTS | Faulensee                                                      | !507.7036635546.6760645 46.676064 7.703663 | 2018 |             |
| Merligen (See)            | MERS | Merligen                                                       | !507.7372575546.6964355 46.696435 7.737257 | 2011 |             |
| Beatenbucht (See)         | BEBS | Merligen, bei Talstation Beatenbergbahn                        | !507.7460055546.6866895 46.686689 7.746005 | 2018 |             |
| Leissigen (See)           | LSTS | Leissigen                                                      | !507.7705705546.6554495 46.655449 7.77057  | BW   |             |
| Beatushöhlen-Sundlauenen  | BEAH | Sundlauenen, bei den Beatushöhlen (1 km)                       | !507.7899405546.6850795 46.685079 7.78994  | 2023 |             |
| Därligen (See)            | DATS | Därligen                                                       | !507.8062285546.6644915 46.664491 7.806228 | BW   |             |
| Neuhaus (Unterseen) (See) | NEUH | Unterseen                                                      | !507.8158485546.6783525 46.678352 7.815848 | 2017 |             |
| Interlaken West (See)     | IWTS | Interlaken, im Schifffahrtskanal, beim Bahnhof Interlaken West | !507.8507515546.6822185 46.682218 7.850751 | 2016 |             |

## Bilder

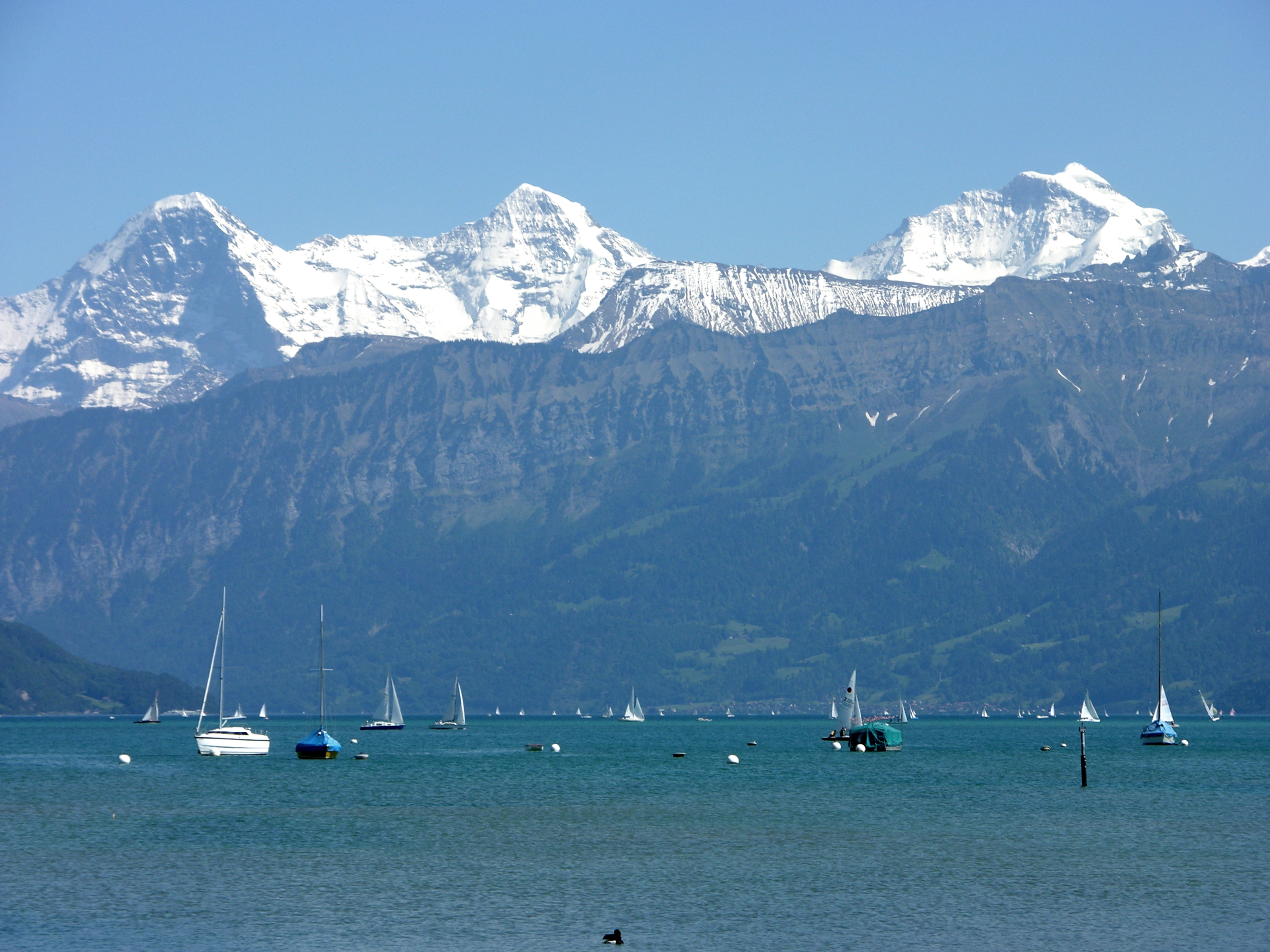
Thunersee, Eiger, Mönch und Jungfrau
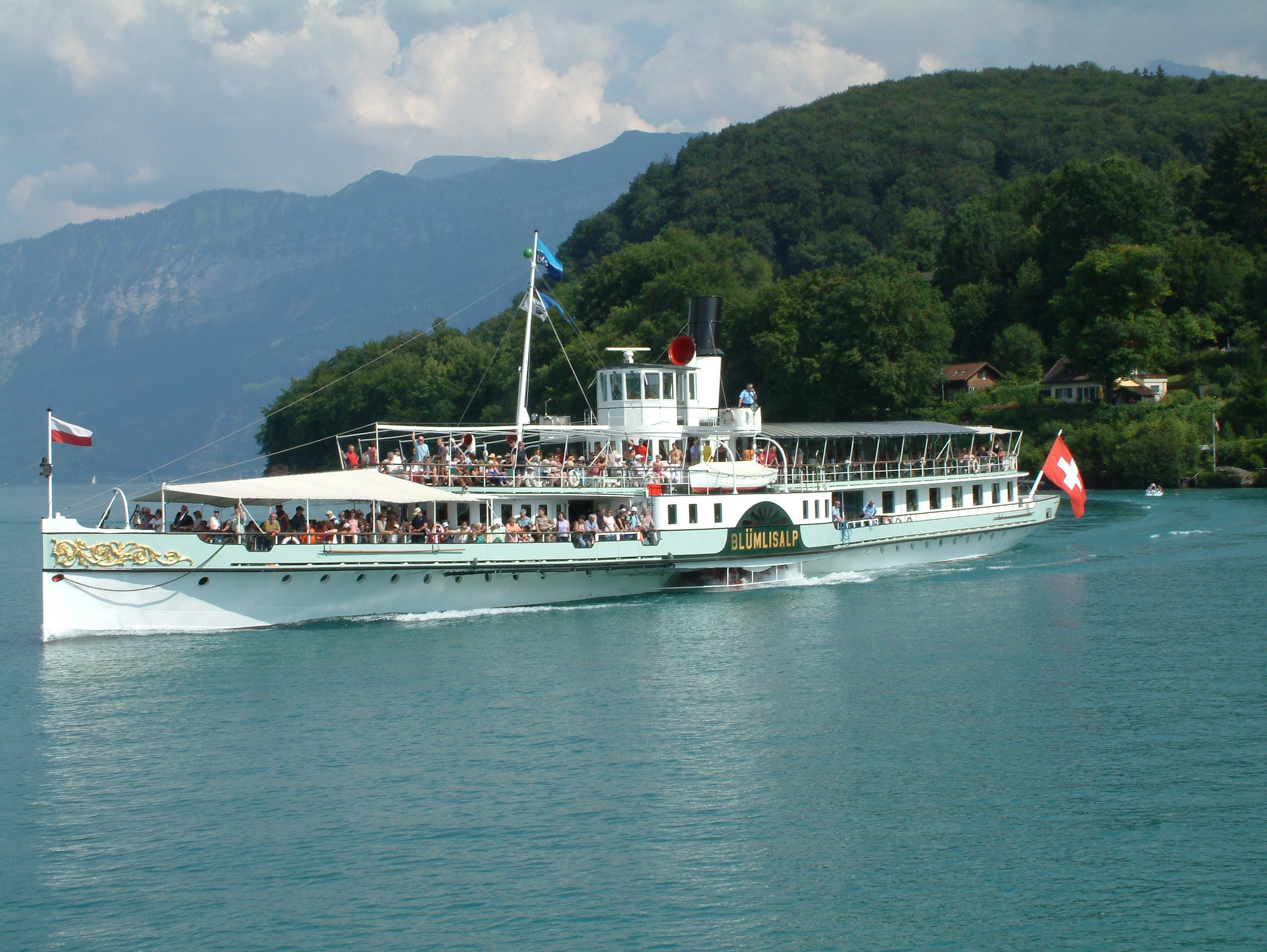
Schaufelraddampfer Blüemlisalp in Spiez
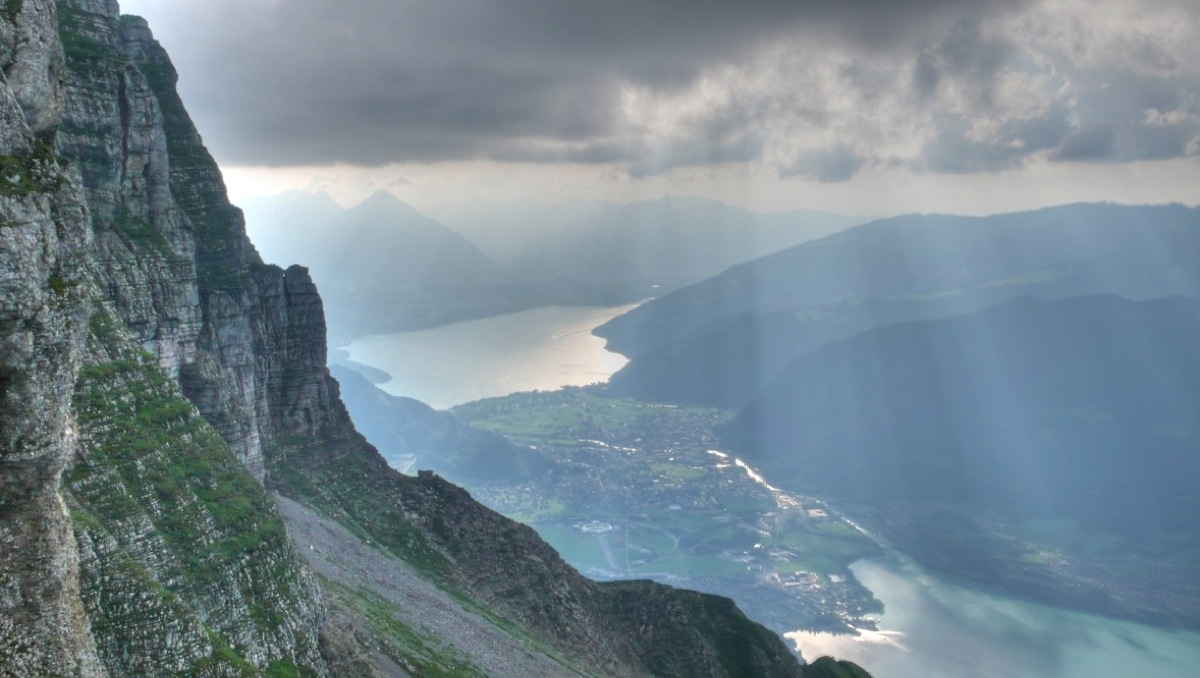
Thunersee und Interlaken, gesehen von der Schränni (Roteflue).
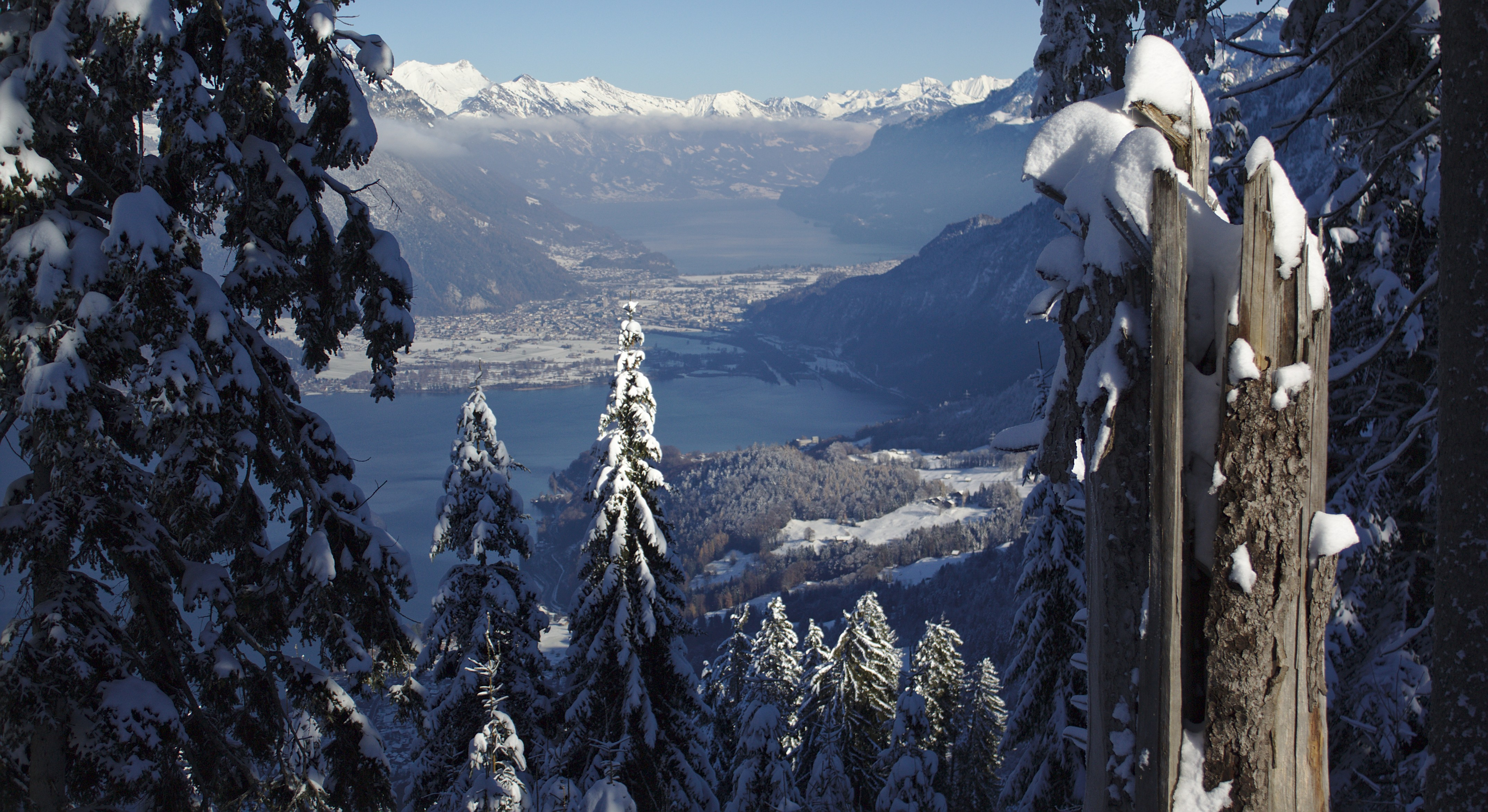
Thunersee (vorne) und Brienzersee (hinten) im Winter.

## Kulturelle Rezeption

### Musik
Felix Draeseke komponierte 1902/03 Der Thuner See. Landschaftliches Tongemälde für grosses Orchester.

### Malerei

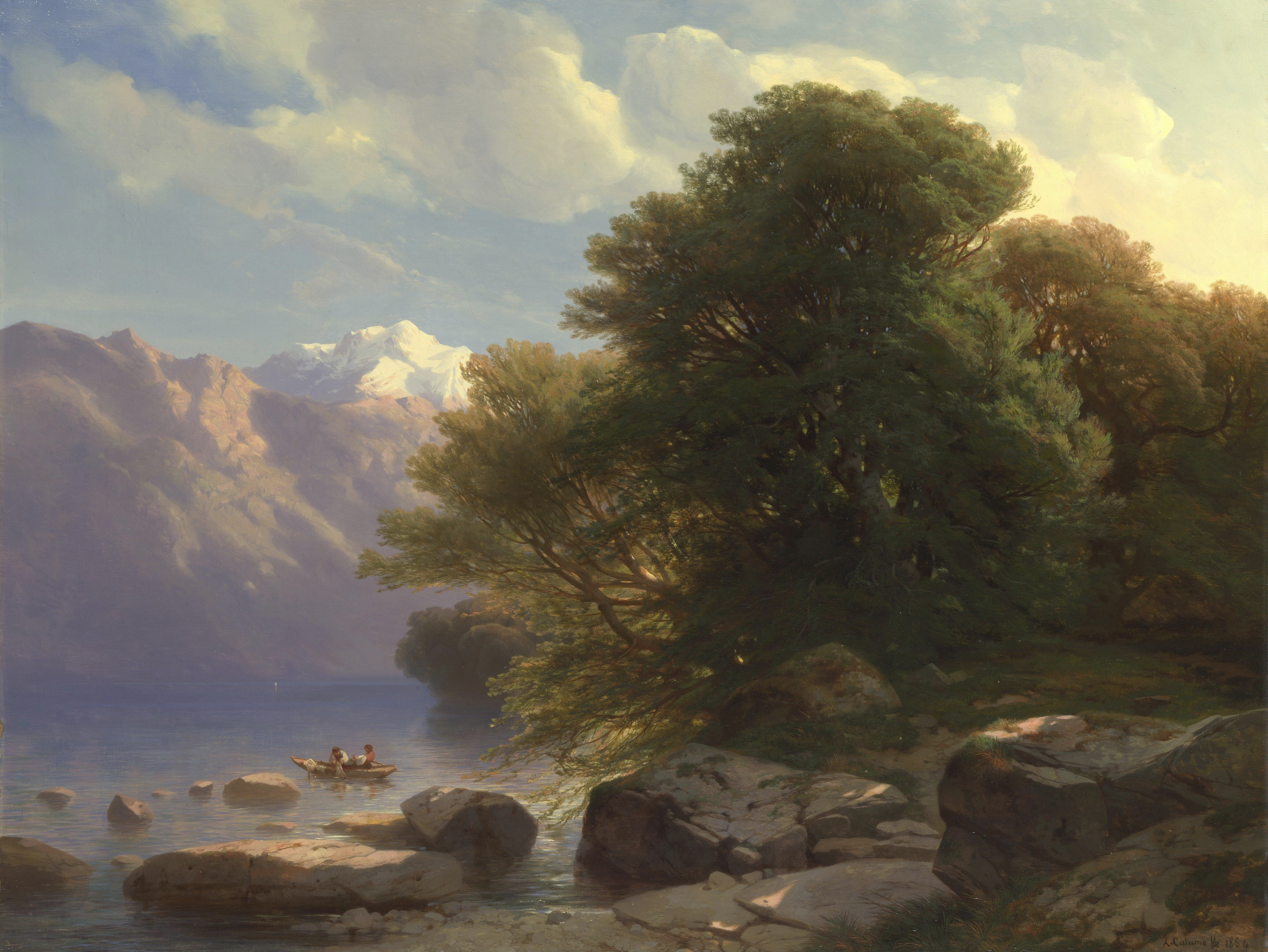
Alexandre Calame: Am Thunersee, Ölgemälde (1854)

Viele Künstler waren fasziniert von den landschaftlichen Reizen des Thunersees und der ihn umgebenden Bergwelt. Zu den Malern des 18., 19. und 20. Jahrhunderts, von denen Landschaftsgemälde mit Motiven vom Thunersee bekannt sind, zählen zum Beispiel Max Beckmann, Johann Jakob Biedermann, Joseph Niklaus Bütler, Alexandre Calame, Plinio Colombi, Mauritz de Haas, Ferdinand Hodler, Johannes Itten, Paul Klee, August Macke, Eduard Pape, Julius Preller, Hubert Sattler, Carl Christian Sparmann, William Turner und Caspar Wolf.